# Ceratozamia euryphyllidia
Ceratozamia euryphyllidia Vázq.Torres, Sabato & D.W.Stev., 1986 è una pianta appartenente alla famiglia delle Zamiaceae, diffusa nello stato di Veracruz, in Messico.
Il suo epiteto specifico deriva dal greco euryphyllos, e significa "foglia larga".

## Descrizione
Queste piante hanno un fusto parzialmente ipogeo, lungo meno di 20 cm e ricoperto da catafilli pubescenti di forma triangolare.
Le foglie, lunghe 2-3,2 m, sono leggermente pubescenti da giovani, ma diventano glabre invecchiando. Ogni pianta ne possiede da 5 a 10. Sono dotate di 12-26 foglioline distribuite sul rachide in modo alternato, di colore verde scuro, ovali e terminanti con una punta asimmetrica. Ogni fogliolina è lunga 18–31 cm e larga 9–16 cm. Il picciolo delle foglie possiede alcune spine sparse nella metà inferiore.
È una specie dioica, con coni femminili verdi, fusiformi, lunghi 28 cm e dotati di un peduncolo tomentoso. I coni maschili sono di colore marrone scuro, lunghi 20 cm e di 5 cm di diametro. Sia i macrosporofilli che i microsporofilli presentano due caratteristiche proiezioni cornee all'apice lunghe 1–2 mm.
I semi, di forma ovoidale, sono lunghi 23–27 mm e sono ricoperti da un tegumento bianco, che diventa marrone quando raggiungono la maturità.

## Distribuzione e habitat
La distribuzione di questa specie è limitata all'istmo di Tehuantepec, tra gli stati di Oaxaca e Veracruz, in Messico.
Predilige le zone ombreggiate del sottobosco nelle foreste pluviali. La si incontra generalmente alle altitudini medio-basse, dai 120 ai 500 metri.

## Tassonomia
Fa parte del complesso Ceratozamia miqueliana, un gruppo di specie con caratteristiche simili, che comprende C. miqueliana, C.becerrae, C.euryphyllidia, C.hondurensis, C.whitelockiana e C.zoquorum.

## Conservazione
Le uniche due popolazioni superstiti note comprendono in totale circa 340 esemplari, per questo motivo la IUCN Red List classifica C. euryphyllidia come specie in pericolo critico di estinzione (Critically Endangered). La più grave minaccia per queste piante deriva dalla distruzione dell'habitat per mano dell'uomo.
La specie è inserita nella Appendice I della Convention on International Trade of Endangered Species (CITES)